# Helicopsyche rossi
Helicopsyche rossi är en nattsländeart som beskrevs av Kjell Arne Johanson 1999. Helicopsyche rossi ingår i släktet Helicopsyche och familjen Helicopsychidae. Inga underarter finns listade i Catalogue of Life.